# Railterminal Indija
Railterminal Indija is een railterminal in de Servische plaats Indija in de regio Vojvodina.

## Beheer
De terminal is sinds maart 2023 in beheer van de Duitse firma Metrans via een 51% meerderheidsbelang in Adria Rail. Metrans heeft tevens de Railterminal Budapest BILK in Hongarije en de Combiterminal Rijeka Brajdica in Kroatië beheert.

## Verbindingen
- Railterminal Budapest BILK, Hongarije[2]
- Combiterminal Rijeka Brajdica, Kroatië[2]
- Combiterminal Koper Luka KT, Kroatië[3]
- Triëst, Italië[3]